# حرای سفید
حرای سفید (نام علمی: Avicennia alba) گونه‌ای درخت حرای استوایی از تیرهٔ پاخرسیان (Acanthaceae) است. این گیاه در مناطق ساحلی و دهانهٔ رودخانه در هند، جنوب شرق آسیا، استرالیا و اقیانوسیه رشد می‌کند.
حرای سفید A. alba یک گونه زودرشد است و گاهی به همراه Sonneratia و چندل (Rhizophora) برای کمک به جلوگیری از فرسایش ساحل کاشته می‌شود.